# 国枝昌樹
國枝 昌樹（くにえだ まさき、1946年 - ）は、日本の外交官。ジュネーブ軍縮会議日本政府代表部公使などを経て、駐カメルーン特命全権大使、駐シリア特命全権大使を務めた。

## 人物・経歴
神奈川県出身。栄光学園中学校・高等学校を経て、1970年に一橋大学経済学部を卒業し、外務省入省。フランス語研修のためフランスに留学。妻は留学中にパリで知り合ったスイス人。後年、かつて妻の実家の近くに祖父母夫婦が居住しており、神学者カール・バルトを通じて交友関係にあったことが、祖父から指導を受けたことがある神学者滝沢克己からの手紙で判明した。なお妻の祖父はバルトとの約束で、2人で娘に同じ名前を付け、さらに妻にも同じ名前を付けたという。
フランス語圏、中東での勤務が長く、1978年在エジプト日本国大使館一等書記官、1989年在イラク日本国大使館参事官、1991年在ヨルダン日本国大使館参事官、1991年ジュネーブ軍縮会議日本政府代表部公使。1990年の湾岸危機で日本人約240人が人質となった際には、在イラク大使館公使参事官としてイラク外務省アジア局長や秘密警察との間での解放交渉等にあたった。
1997年からホーチミン総領事。総領事時代の知り合いが、のちにベトナム国家主席となり、外交官退官後も交流が続いているという。在ベルギー日本国大使館公使を経て、2001年から社会福祉・医療事業団常任顧問。2002年駐カメルーン特命全権大使兼駐チャド特命全権大使に就任、2005年駐中央アフリカ共和国特命全権大使併任。カメルーンのポリカルプ・アバ・アバ経済・財務大臣との間で、100億1102万円の円借款について債務免除による債務救済措置を行う書簡の交換を行った。また、近所にいた小児麻痺のホームレスと知り合いになり、自立のために露店を出すことに対し個人的な援助を行った。
2006年駐シリア特命全権大使。2010年には、シリアのアーミル・ホスニ・ルトゥフィ国家企画庁長官との間で、9億8500万円を限度とする無償資金協力の協定を締結。同年退官。
著書などではアメリカによる中東政策に批判的な立場を取ることが多い。またISILによる日本人拘束事件に関し、交渉中の日本政府を信頼する前提として、より真剣な事後検証が必要であるとした。

## 同期
- 薮中三十二（外務事務次官）
- 成田右文（駐メキシコ大使）
- 小嶋光昭（駐ルクセンブルク大使）
- 西田芳弘（外務省中南米局長）
- 小野正昭（駐メキシコ大使）など

## 著書
- 『湾岸危機―外交官の現場報告』（朝日新聞社、1993年11月） ISBN 978-4022566874
- 『地方分権ひとつの形―スイス:発言し、行動する直接民主制』（大蔵省印刷局、1996年7月） ISBN 978-4172609100
- 『シリア アサド政権の40年史』（平凡社新書、2012年6月） ISBN 978-4582856446
- 『報道されない中東の真実 動乱のシリア・アラブ世界の地殻変動』（朝日新聞出版、2014年8月） ISBN 978-4023312920
- 『イスラム国の正体』（朝日新書、2015年1月） ISBN 978-4022735966
- 『テレビ・新聞が決して報道しないシリアの真実』（朝日文庫、2016年4月） ISBN 978-4022618566
- 『「イスラム国」最終戦争』（朝日新書、2016年6月） ISBN 978-4022730978